# Лос Лириос (Акисмон)
Лос Лириос (шп. Los Lirios) насеље је у Мексику у савезној држави Сан Луис Потоси у општини Акисмон. Насеље се налази на надморској висини од 1200 м.

## Становништво
Према подацима из 2005. године у насељу је живело 6 становника.

### Хронологија
| Година       | 2000        | 2005 |
| ------------ | ----------- | ---- |
| Становништво | 14 (10 / 4) | 6    |

### Попис
| # | Индикатор                        | Вредност |
| - | -------------------------------- | -------- |
| 1 | Укупно појединачних домаћинстава | 2        |